# Батиашвили, Георгий Ираклиевич
Георгий Ираклиевич Батиашвили (груз. გიორგი ირაკლის ძე ბათიაშვილი; 29 марта 1934 года, Тифлис — 31 декабря 2021 года, Тбилиси) — грузинский советский архитектор. Лауреат Государственной премии СССР. Почётный гражданин Тбилиси.

## Биография
В 1958 году окончил Тбилисскую государственную академию художеств.
С 1967 года преподавал там же.
В 1973—1979 годах главный художник и заместитель директора грузинского филиала Научно-исследовательского института технической эстетики.
С 1978 года вёл специальный архитектурный семинар по реконструкции и возрождению Тбилисской государственной защитной зоны проекта «Тбилкалапро» Института управления проектом.
Избран членом Союза архитекторов Грузии (секретарь 1980—1992), Иностранный член Российской академии архитектурно-строительных наук (1994).
Автор работ по истории восстановления и развития исторических городов.
Умер в Тбилиси 31 декабря 2021 года.

## Известные работы
Станция Тбилисского метро «300 Арагвели» (1967 H. Гигаури, художник Г. Ставки),
Нижняя станция Тбилисского фуникулёра (1970—1971; соавторы: архитектор Том Кутателадзе, художник В. Кокиашвили),
Мемориал участникам итальянского движения Сопротивления Perez (Италия, 1972; скульптор Гигаури),
Реконструкция исторических районов Тбилиси — улицы Шардени, Ватный и Железный ряды, Леселидзе и Дуту Мегрели, Винный подъём, Карвасла, Орбелиани (1979—1989), а также храма Сиони и других древних храмов.
Батиашвили является автором плана реконструкции и возрождения «Мейдани», проспектов Кетеван Цамебули и Бараташвили в исторических районах Тбилиси.

## Награды и звания
Государственная премия СССР в области литературы, искусства и архитектуры (1987, с Ш. Д. Кавлашвили) за организацию градостроительной среды исторической части Тбилиси
Международная премия Союза архитекторов (1985)
Премия Православной Церкви Грузии — Знак Джара (1983).
Иностранный член РААСН.